# Variable discreta y variable continua
Una variable discreta es una variable que no puede tomar algunos valores dentro de un mínimo conjunto numerable. Mejor dicho, no acepta cualquier valor, únicamente aquellos que pertenecen al conjunto. Otra manera de explicar este tipo de variables es como aquella que puede tomar únicamente un número de valores finito. En estas variables se dan de modo coherente separaciones entre valores observables sucesivos. Dicho con más rigor, se determina una variable discreta como la variable que hay entre dos valores observables (potencialmente), hay por lo menos un valor no observable (potencialmente). Como ejemplo, el número de animales en una granja (0, 1, 2, 3, 4, 5, 6, 7; …). Otro ejemplo sería el número de hijos en una familia (1; 2; 3; 4; …).
En lógica matemática, una variable proposicional (también llamada variable sentencial o letra sentencial) es una variable discreta que puede ser verdadera o falsa. Las variables proposicionales son los bloques de construcción básicos de las fórmulas proposicionales, usadas en lógica proposicional y en lógicas superiores.
Una variable continua puede tomar un valor fijo dentro de un intervalo determinado. Y siempre entre dos valores observables va a existir un tercer valor intermedio que también podría tomar la variable continua. Una variable continua toma valores a lo largo de un continuo, esto es, en todo un intervalo de valores. Un atributo esencial de una variable continua es que, a diferencia de una variable discreta, nunca puede ser medida con exactitud; el valor observado depende en gran medida de la precisión de los instrumentos de medición. Con una variable continua hay inevitablemente un error de medida. Como ejemplo, la estatura de una persona (1,72 m; 1,719 m; 1,718 6 m....). Otro ejemplo, puede ser el tiempo que toma un atleta en recorrer 100 metros planos, ya que este tiempo puede tomar valores como 9,623 segundos; 10,456 485 segundos; 12,456 412 segundos; es decir, un intervalo de valores.